# (35725) Tramuntana
Pour les articles homonymes, voir Tramontane (homonymie).
(35725) Tramuntana est un astéroïde de la ceinture principale découvert le 27 mars 1999 à l'observatoire astronomique de Majorque par les astronomes espagnols Ángel López et Rafael Pacheco. Sa désignation provisoire était 1999 FQ59.
Il doit son nom à la Serra de Tramuntana dans l'île de Majorque ainsi qu'au vent froid, sec et violent, la tramontane.